# Ratusz (stary) miasta Podgórza
Stary Ratusz dawnego miasta Podgórza, Dworek Pod Białym Orłem – jeden z zabytków Krakowa, pierwszy ratusz Wolnego, Królewskiego Miasta Podgórza. Znajduje się w prawobrzeżnej części miasta, po północnej stronie Rynku Podgórskiego, obok ul. Limanowskiego, w Dzielnicy XIII Podgórze.
Budynek powstał jako dom mieszkalny w początkach XIX wieku i został zaadaptowany na cele magistratu (działającego tu do roku 1854, kiedy po ukończeniu regulacji Rynku Podgórskiego wybudowano nowy Ratusz). Od 1946 roku mieścił się w tym budynku Zakład Witrażów i Oszkleń Braci Paczków. Obecnie znajdują się w nim mieszkania, sklepy oraz punkty usługowe. 

## Przypisy

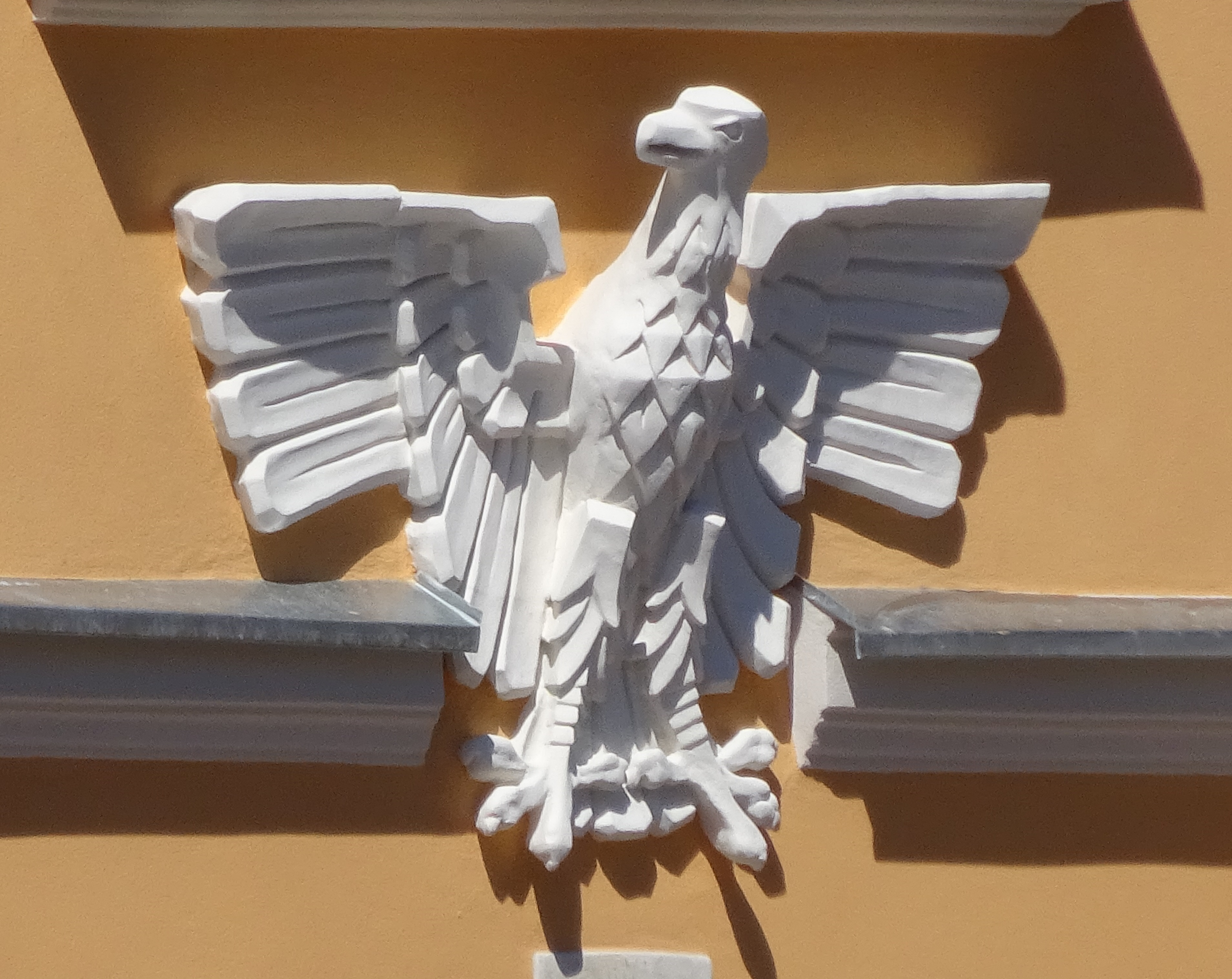
Orzeł Biały na fasadzie budynku